# Bonfol
Bonfol (toponimo francese; in tedesco Pumpfel, desueto) è una frazione di 3 492 abitanti del comune svizzero di Basse-Vendline, nel Canton Giura (distretto di Porrentruy).
Già comune autonomo, il 1º gennaio 2025 è stato accorpato al comune soppresso di Beurnevésin per formare il nuovo comune di Basse-Vendline.

## Monumenti e luoghi d'interesse

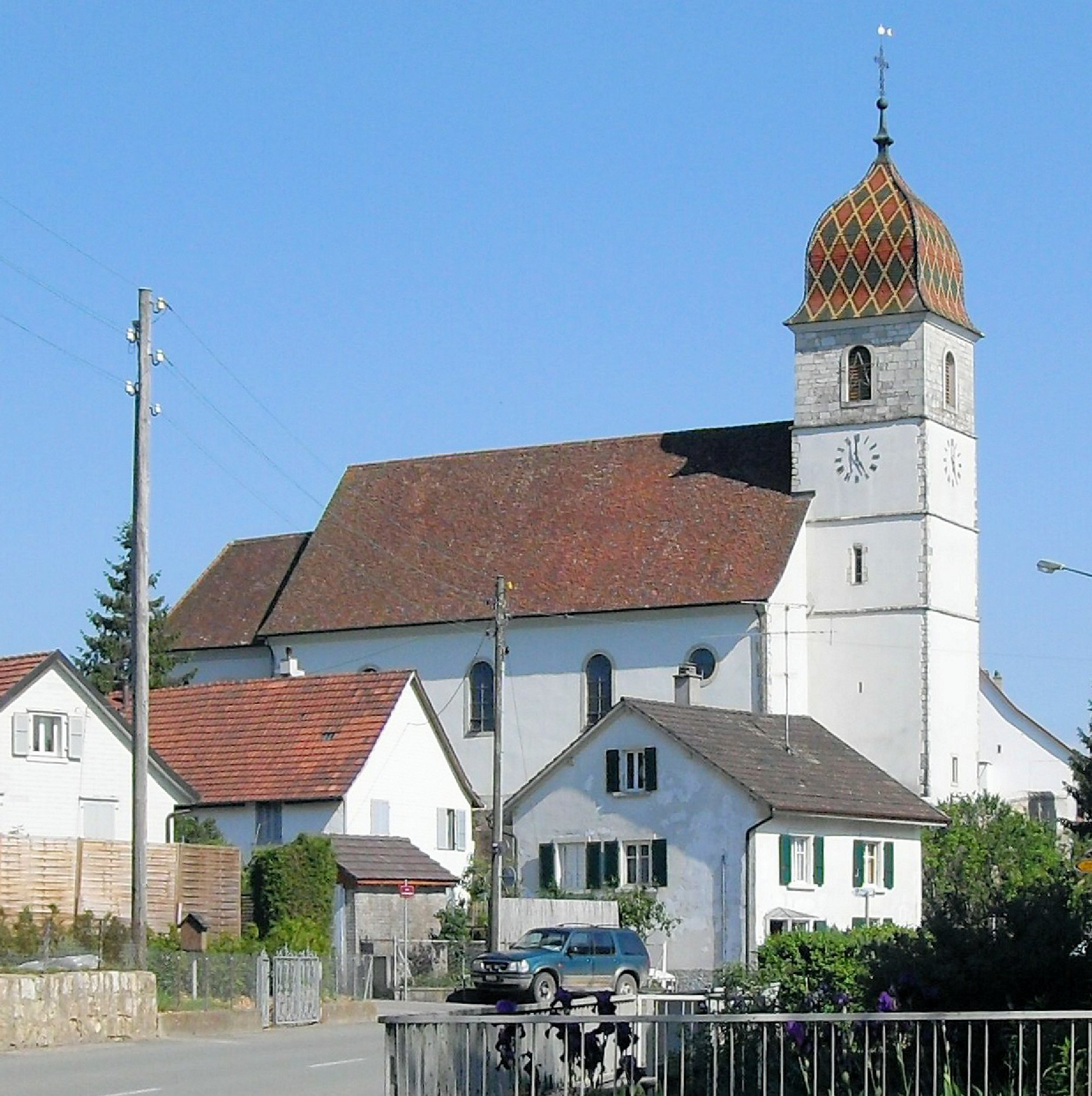
La chiesa di San Lorenzo

- Chiesa cattolica di San Lorenzo, eretta nel 1783-1784[1].

## Società

### Evoluzione demografica
L'evoluzione demografica è riportata nella seguente tabella:
Abitanti censiti

## Infrastrutture e trasporti

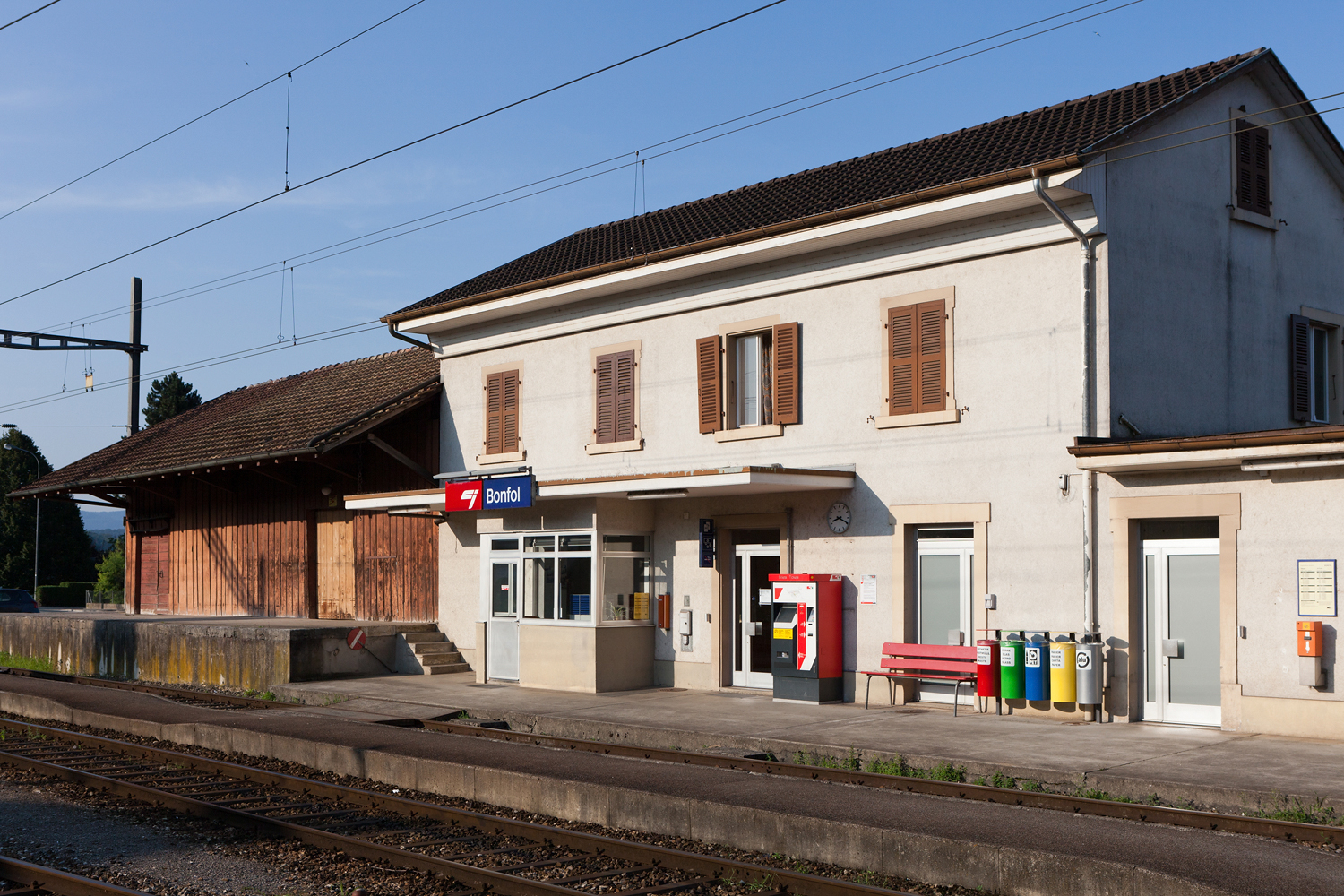
La stazione di Bonfol

Bonfol è servito dall'omonima stazione sulla ferrovia Porrentruy-Bonfol.

## Amministrazione
Dal 1836 comune politico e comune patriziale sono uniti nella forma del commune mixte.